# Christoffel van Sternsee

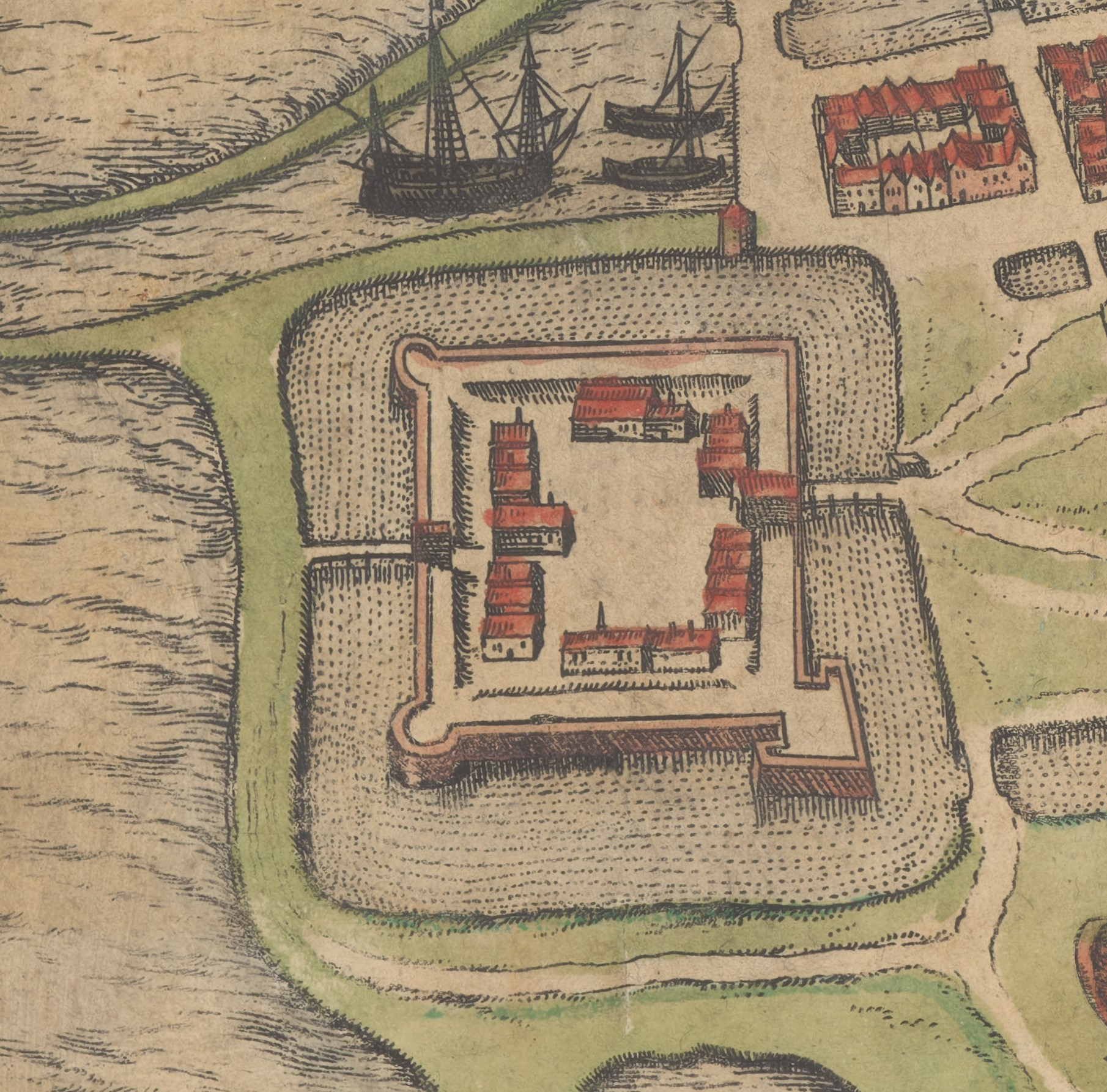
Blokhuis/kasteel in Harlingen voor 1580

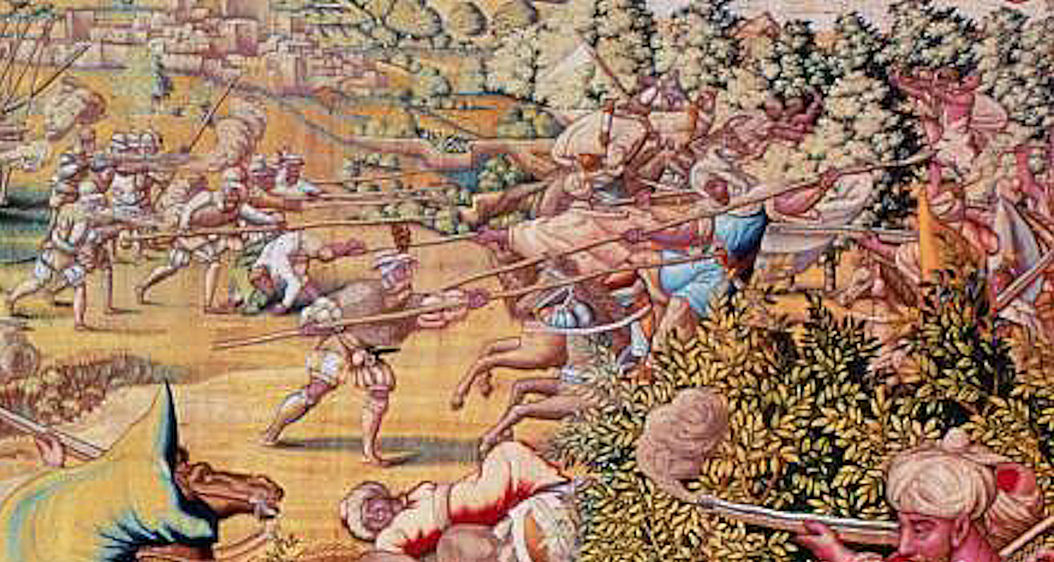
Aanval op La Goletta in 1535

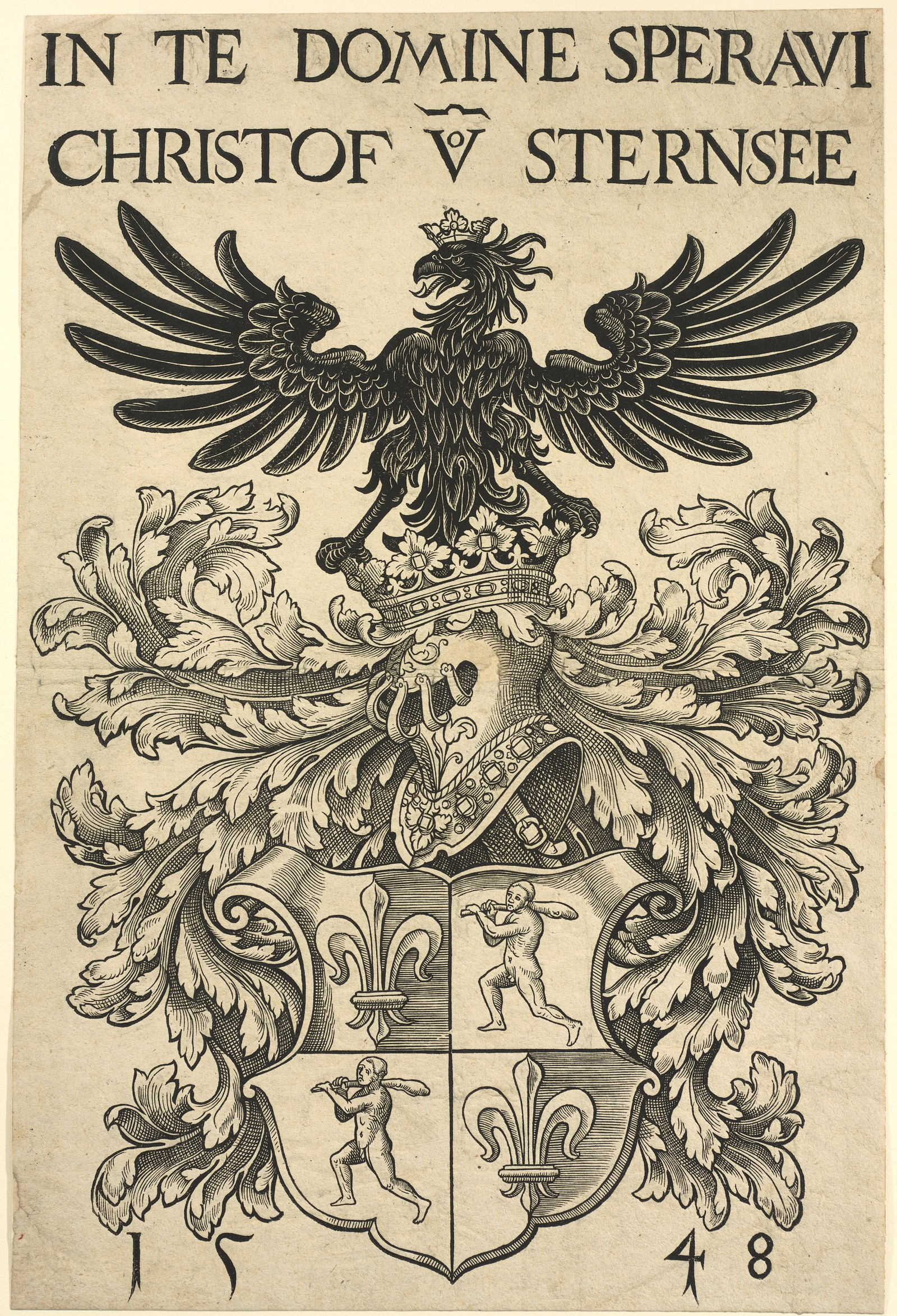
Wapenschild Cristoph von Sternsee 1548

Christoffel van Sternsee (± 1500 – Harlingen, 1 februari 1560) was een militair in dienst van keizer Karel V. Hij werd in 1535 kapitein van de keizerlijke garde. Vanaf 1546 was hij drossaard op het blokhuis van de Friese havenplaats Harlingen, olderman van het stadsbestuur van Harlingen en grietman van Barradeel. 

## Vroegste militaire ervaringen
Christoffel van Sternsee, oorspronkelijk Christoph von Sternsee, was afkomstig van Laibach in het gebied Carniola, destijds een hertogdom van de Oostenrijkse Habsburgers. Hij stamde uit een familie van de lagere adel en net als zijn vader koos hij een militaire loopbaan bij de infanterie, de zogenoemde Landsknechten. Hij hield van 1525 tot 1555 een dagboek bij, waarin hij beschreef wat hij zag en meemaakte.
Zijn dagboek begon met de einde van strijd om Pavia, waarin hij als huurling had meegevochten en waar hij wachtte op uitbetaling van de soldij. Hij kreeg daar de soldij van een edelman uitbetaald, omdat zijn commandant zijn vader kende. In 1526 nam hij dienst in een Duits regiment in Milaan. Vervolgens was hij vier jaar betrokken bij de gevechten tegen de Liga  van Cognac. Karel V werd in 1530 in Bologna tot keizer gekroond en de compagnie waarin Christoffel diende fungeerde daar als garde van de keizer. De volgende vijf jaar vocht hij in diverse keizerlijke bondgenootschappen voornamelijk in Italië.

## Slag om Tunis
Christoffel was in Bologna toen hij in maart 1535 vernam dat de keizer bezig was een armada bijeen te brengen die naar Barbary zou varen om het gezag over de Middellandse zee ter verwerven. Hij nam dienst in het Duitse infanterieregiment van Marx von Eberstein die hij nog kende van de keizerskroning in Bologna, en die in de havenstad La Spezia wachtte op het vertrek van de vloot.
De vloot stak in juni de Middellandse zee over en lag op de 14e juni voor het fort Goletta, dat de toegang tot Tunis beschermde. Met scheepsgeschut werd het fort bestookt en daarna werd het bestormd en ingenomen. Vervolgens ging de keizer met 30.000 man aan wal om Tunis in te nemen, maar vanuit die stad werd heftig geschoten. De keizer maande de manschappen aan tot dapperheid, wees op de kans op grote buit en om de dapperheid nog verder te stimuleren werden de mannen uit de twee eerste gelederen door hem tot ridder geslagen. Christoffel was een van hen. De keizer won de slag om Tunis op de toen gebruikelijke wijze: moorden, plunderen en slaven maken. De eerder door zijn vijanden afgezette vorst Muley Hassan werd door de keizer weer op de troon gezet.

## Promotie
Christoffel van Sternsee had tot dan toe gevochten in de Duitse legers, maar hoopte ooit bij het keizerlijk hof te kunnen dienen. Hij was inmiddels ridder en na afloop van de campagne tegen Tunis lukte het hem om bij de keizerlijke garde te komen, de lijfwachten (Trabanten) van de keizer. De garde bestond uit een evenredig deel aan Duitse, Spaanse en Nederlandse soldaten. Als lid van de garde maakte hij in 1535 de overwinningsprocessies van de keizer mee in Messina, Rome en Florence. In 1540 promoveerde hij tot kapitein van de garde. In 1542 kende de keizer hem een jaargeld toe van 100 florijnen, te betalen uit de belasting van de stad Nürnberg. Dat bedrag was vrijgekomen door het overlijden van een luitenant van de garde. 
Na de strijd om het hertogdom Milaan in 1544 mocht hij zijn wapenschild opwaarderen: op de toernooihelm een gouden kroon toevoegen. Ook kreeg hij het recht om molens en waterwerken te bouwen, onechte kinderen te legitimeren en uitsluitend berecht te worden door rechters van zijn adellijk niveau. Verder mocht hij zegelen met rode was en stond hij onder keizerlijke beschutting en bescherming. Hij werd ook ridder van het gulden vlies, wanneer is niet bekend.
Tussen 1541 en 1544 vocht hij met de keizer in Noord-Afrika (Algiers), in Italië en in het gebied rond Keulen. In die omgeving werd het Gelderse leger verslagen en gaf de hertog van Kleef zich over. In 1546 kreeg Christoffel een voorname bestuurlijke en militaire functie in Friesland. 

## Drossaard, olderman en grietman

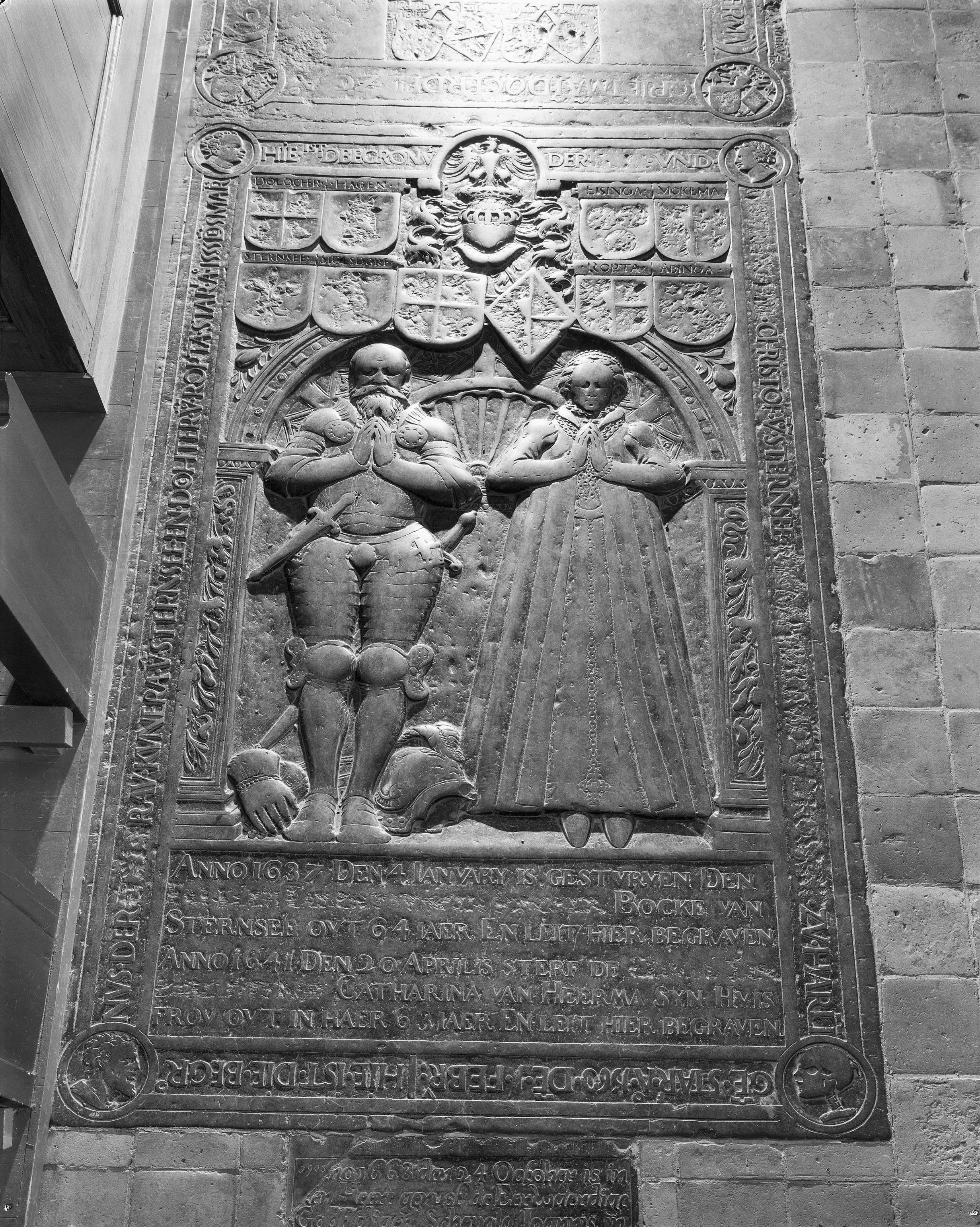
Grafzerk Van Sternsee in kerk Metslawier

In 1546 trof de keizer voorbereidingen voor de Schmalkaldische Oorlog en met Christoffel van Sternsee als drossaard op het blokhuis van Harlingen had hij daar een betrouwbare man op een belangrijk militair steunpunt in Friesland. Hij werd ook meteen olderman van het stadsbestuur en grietman van het aan de stad grenzende Barradeel. Nadat de keizer had gewonnen hield hij een rijksdag in Augsburg (1547/1548) en als kapitein van de keizerlijke garde was Christoffel daarbij aanwezig. Viglius was er ook, namens de Nederlandse regering van landvoogdes Maria van Hongarije. 
Christoffel kreeg in juni 1548 van koning Ferdinand, de broer van de keizer, de heerlijkheid Burkheim met de stad en het slot. Omstreeks 1548 bracht Christoffel een kostuumalbum uit met afbeeldingen van streken waar hij was geweest, van de mensen in hun klederdracht en van de dieren die daar leefden.
Op 1 juni 1550 trouwde hij met Cunera van Ropta en in 1551 kregen zij een zoon Karel, genoemd naar de keizer die zijn peetoom werd. Hun dochter Maria werd in 1555 geboren en zij werd genoemd naar de landvoogdes Maria van Hongarije, die haar peettante werd. Viglius zou het dochtertje ten doop hebben gehouden.
Op 10 januari 1551 had Christoffel in zijn dagboek geschreven dat hij 445 steden en 18 eilanden had bezocht en daarbij 5034 Duitse mijlen had afgelegd. Hij zou ook daarna nog vaak niet in Harlingen zijn. Een ondercommandant op het blokhuis en een substituut-grietman van Barradeel namen dan zijn taken over. 
In 1549 werd het blokhuis vergroot en versterkt en er werd ook een stadsweeshuis gebouwd, dit laatste wellicht op initiatief van Cunera, naar het voorbeeld van haar nicht die in 1541 een weeshuis in Westernijkerk had gesticht. In 1553 werd op het complex van het blokhuis een fraaie woning voor de drossaard gebouwd met de allure van een kasteel, het zogenoemde Blauwhuis. 
In 1557 wilden de Habsburgers weer een veldtocht tegen Frankrijk beginnen en in juni van dat jaar werd Christoffel genoemd als één van de oorlogscommissarissen die daarvoor krijgsvolk ‘te paard en te voet’ moesten beoordelen en aanwerven. Onder hen bevond zich ook Georg van Espelbach die Christoffel in 1560 zou opvolgen in Harlingen.
Cunera was al gestorven op 5 maart 1555, Christoffel stierf op 1 februari 1560 in Harlingen. Hij werd bijgezet in de kerk van Metslawier, de geboorteplaats van Cunera. Zij was in 1555 bijgezet in de Grote Kerk in Harlingen, maar werd in 1560 overgebracht naar Metslawier. In beide kerken lag een monumentale grafplaat met een beeltenis van hun beiden.